# فلیخ‌هایس
فلیخ‌هایس (به هلندی: Vlieghuis) یک منطقهٔ مسکونی در هلند است که در کوفوردن واقع شده‌است. فلیخ‌هایس ۱۱۹ نفر جمعیت دارد.